# نقص برولاكتين الدم
نقص برولاكتين الدم (بالإنجليزية: Hypoprolactinemia)‏ هو حالة طبية تتميز بنقص هرمون الغدة النخامية البرولاكتين، ومن أعراضها عدم القدرة على إنتاج الحليب بعد الولادة، وعادةً يحدث مع قصور الغدة النخامية، وقد تشمل مضاعفاته الأخرى العقم والضعف الجنسي.
من أسباب هذه الحالة متلازمة شيهان وجراحة الغدة النخامية وإصابات الدماغ الرضية وبعض الطفرات الجينية، ويتم تشخيصه باختبارات الدم للبرولاكتين بعد تناول الثيروتروبين.
تدعم بعض الأدلة استخدام البرولاكتين البشري المؤتلف إلا أنه غير معتمد حاليًا للاستخدام الطبي، ويشمل العلاج عمومًا إطعام الطفل حليب صناعي. ويحدث نادرًا دون قصور النخامية، وفي إسبانيا تحدث هذه الحالة في حوالي 17% من حالات قصور الغدة النخامية، أو ثمانية أشخاص من بين كل مئة ألف شخص في إسبانيا اعتبارًا من عام 1999.